# مادورا، استرالیای غربی
مادورا (به انگلیسی: Madura) یک شهرک در استرالیا است که در استرالیای غربی واقع شده‌است.

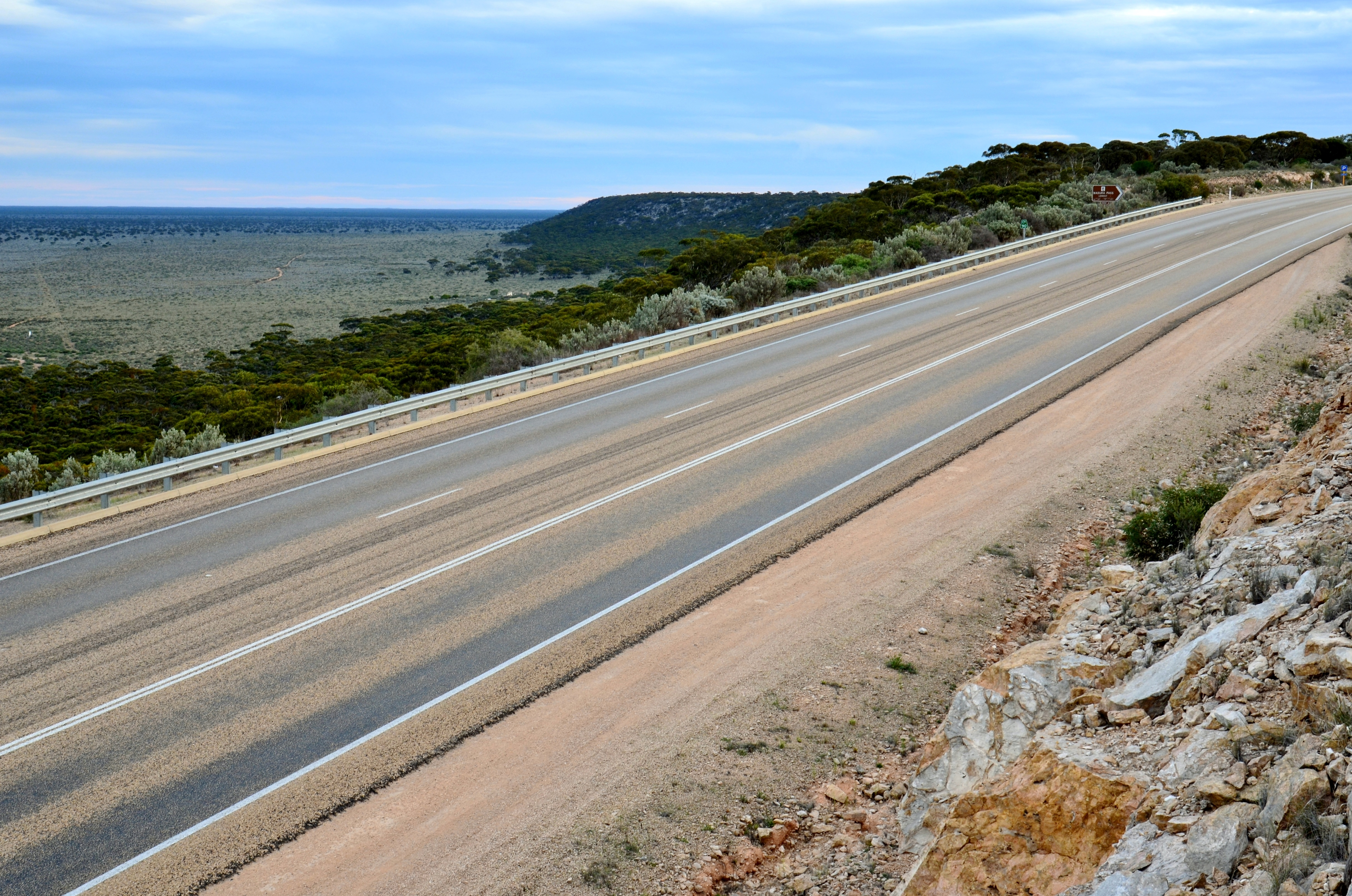
نمای مادورا در سمت چپ قرار دارد